# Shelley Short
Shelley Short é uma cantora e compositora norte-americana nascida em Portland,Oregon.

## Discografia

### Álbuns
- 2003: Oh Say Little Dogies, Why?
- 2006: Captain Wild Horse Rides the Heart of Tomorrow
- 2008: Water For the Day
- 2009: A Cave, A Canoo